# Dekalog VII
Dekalog VII (Dekalog, siedem) – polski telewizyjny film psychologiczny z 1988 roku w reżyserii Krzysztofa Kieślowskiego, zrealizowany według scenariusza napisanego przezeń wraz z Krzysztofem Piesiewiczem. Jest to nominalnie siódma część cyklu filmów Dekalog, reinterpretująca siódme przykazanie Dekalogu: „Nie kradnij”, w realiach warszawskiego Ursynowa lat 80. XX wieku.

## Fabuła
Sześcioletnia Ania, wychowywana przez babcię Ewę, jest przekonana, że Ewa jest jej prawdziwą matką, a jej biologiczna matka Majka – starszą siostrą. Majka, nie mówiąc o tym Ewie, porywa Anię podczas przedstawienia dla dzieci i jedzie z nią do wsi Józefów, by zobaczyć się z ojcem dziecka, Wojtkiem, którego Majka nie widziała od sześciu lat. Kiedy miała 16 lat i była uczennicą liceum, zaszła w ciążę z Wojtkiem – swym nauczycielem polskiego. Aby uniknąć skandalu, Majka urodziła dziecko w innym mieście, a jej matka Ewa, wówczas dyrektorka szkoły, później prawnie uznała je za swoje. Zrozpaczona Majka próbuje teraz odzyskać dziecko, uwolnić się od kontrolującej ją matki i wyjechać z córką do Kanady. Potrzebne jest jednak oficjalne pozwolenie Ewy. Mimo gorączkowych starań Majka zostaje zdradzona przez byłego kochanka i wytropiona przez Ewę. W ostatniej scenie Majka, bojąc się, że po raz drugi straci Anię, w pośpiechu wsiada do lokalnego pociągu. Rozdarta między dwiema walczącymi ze sobą kobietami Ania patrzy, jak jej matka znika .

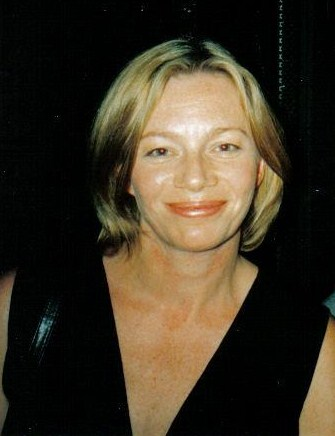
Maja Barełkowska

## Obsada
- Maja Barełkowska – Majka
- Anna Polony – Ewa, matka Majki
- Katarzyna Piwowarczyk – Ania, córka Majki
- Władysław Kowalski – Stefan, ojciec Majki
- Bogusław Linda – Wojtek, ojciec Ani
- Bożena Dykiel – kasjerka na stacji w Józefowie
- Dariusz Jabłoński – znajomy Wojtka
- Artur Barciś – mężczyzna na stacji kolejowej

## Produkcja
Dekalog VII jest nominalnie siódmą częścią cyklu filmów telewizyjnych Dekalog, nakręconych przez Krzysztofa Kieślowskiego według scenariusza napisanego przezeń wraz z adwokatem Krzysztofem Piesiewiczem. Jako punkt wyjścia dla scenariusza filmu Piesiewicz wykorzystał autentyczne doświadczenia z prowadzonej przez siebie rozprawy sądowej, kiedy dowiedział się, że córka klientki – „oskarżona o podżeganie i zorganizowanie przez grupę nastolatków zniszczenia i podpalenia samochodu ciotki” – próbowała się zemścić na matce za traumatyczne przeżycia rodzinne:

Dziewczyna zachodzi w ciążę ze swoim ojcem i rodzi dziecko, które zostaje zapisane jako dziecko jej matki. Domem rządzi milczenie, którego strażniczką jest starsza siostra matki. Serdeczna rodzinna przemoc, która odarła dziewczynę ze wszystkiego, więc ta podjęła myśl o zemście.

Piesiewicz pozbawił anegdotyczną historię wątku kazirodczego, aby nadać filmowi bardziej uniwersalny wymiar. Siódme przykazanie judeochrześcijańskie Piesiewicz i Kieślowski wykorzystali w celu stworzenia opowieści o „kradzieży uczuć”:

Cóż to jest wyciągnąć komuś portfel z kieszeni? Oczywiście to niedopuszczalne i karalne. Ale czym jest w porównaniu z tym przestępstwem kradzież godności albo uczuć? Okradzenie kogoś z macierzyństwa, czyli dokonanie absolutnego spustoszenia, kradzież uczuć i poczucia sensu? [...] Zastanawiając się nad siódmym przykazaniem i myśląc o scenariuszu Dekalogu, siedem, wiedziałem, że trzeba pójść tym tropem.

W roli Majki wystąpiła Maja Barełkowska, natomiast jako Ewa – Anna Polony. W rolę Ani wcieliła się Katarzyna Piwowarczyk, natomiast nieślubnego ojca dziecka zagrał Bogusław Linda. Zdjęcia do Dekalogu VII nakręcił operator Dariusz Kuc. Telewizyjna premiera Dekalogu VII odbyła się 15 czerwca 1990 roku.

## Odbiór
Historyk filmu Paul Coates uznał Dekalog VII za najsłabszy odcinek całego cyklu, który nie miał w sobie siły Dekalogu IV, V i VI. Jednocześnie Coates przekonywał, iż „siła Kieślowskiego bierze się z bezwzględnego skupienia na dynamice starć pomiędzy dwojgiem ludzi”, której to w siódmej części cyklu zabrakło. Marek Haltof również był rozczarowany filmem, twierdząc iż Dekalog VII zniża się do poziomu opery mydlanej. Ponadto, jak zauważył Haltof: „W nieprzekonującej historii Dekalogu VII nie pojawia się też Anioł Przeznaczenia, mimo że figuruje on w opublikowanym scenariuszu, a Artur Barciś jest wymieniony w napisach końcowych”.